# Titiotus hansii
Titiotus hansii is een spinnensoort in de taxonomische indeling van de Tengellidae.
Het dier behoort tot het geslacht Titiotus. De wetenschappelijke naam van de soort werd voor het eerst geldig gepubliceerd in 1950 door Schenkel.